# Adama Sangaré
Pour les articles homonymes, voir Sangaré.
Adama Sangaré est une personnalité politique malienne. Membre de l'Alliance pour la démocratie au Mali-Parti africain pour la solidarité et la justice  (Adéma-Pasj), il est maire du district de Bamako depuis 2007.

## Biographie
Adama Sangaré est originaire de Dioïla. Diplômé de l'ENA, il fait ses armes en politique aux côtés d'Almamy Sylla, candidat aux présidentielles en 1992, Il rejoint l'ADEMA-Pasj et accède à sa vice-présidence. De 1998 à 2007, il tient différents postes d’adjoint au maire de la Commune III du district de Bamako.
Le 6 juillet 2007, à la suite du décès de Moussa Badoulaye Traoré, Adama Sangaré est élu maire du district de Bamako en obtenant 19 voix sur 27, ses deux adversaires, Yaya Maïga et Oumar Berthé, obtennant respectivement 6 et 2 voix.
Le 19 juin 2009, à la suite des élections communales, Adama Sangaré est réélu maire du district de Bamako à l’unanimité des 27 conseillers présents. En 2012, Mohamed Sidda Dicko fait incarcérer Adama Sangaré pour faux et usages de faux. Ce dernier est relaxé le 29 août 2013, soit deux semaines après la tenue des élections présidentielles. Il apparaît par la suite que Sangaré était un puissant soutien au candidat à la présidence Modibo Sidibé, et que cette incarcération avait pour but de briser les soutiens stratégiques du candidat Sidibé,. Son mandat de maire de Bamako expire en 2014, mais aucune élection municipale n'a été tenue depuis pour le remplacer à ce poste. Il se présente aux élections municipales de 2017 qui seront finalement avortées.
En 2018, il soutient la réélection du président Ibrahim Boubacar Keïta. En octobre 2019, il est placé sous mandat de dépôt pour faux et infraction aux biens publics concernant un contrat d'éclairage public remontant à 2010, une arrestation qui s'inscrit dans le cadre de l'opération mains propres lancée par le ministre de la justice Malick Coulibaly,. Il est remis en liberté provisoire le 22 mai 2020. Une fois de plus, il apparaît que cette arrestation visait à le neutraliser pour le remplacer par Issa Guindo (ancien maire de la commune IV du district de Bamako) à la tête de la mairie de Bamako.

## Vie privée
Il habite au quartier Badialan dans la commune trois du district de Bamako.